# 聖家族と聖ヒエロニムス
『聖家族と聖ヒエロニムス』（せいかぞくとせいヒエロニムス、伊: Sacra Famiglia con San Girolamo、英: Holy Family with St Jerome）は、イタリア・盛期ルネサンスのヴェネツィア派の画家ロレンツォ・ロットが1534年にキャンバス上に油彩で制作した絵画である。右側の聖アンナが座っているクッションの下に「Lorenzo Loto 1534」と署名と制作年が記されており、画家がマルケ地方にやってきてから2-3ヶ月後に描かれた最初の作品の1つである。絵画が最初に記録されたのは18世紀初頭のことで、トスカーナ大公子フェルディナンド・デ・メディチのコレクション中の作品としてフィレンツェのピッティ宮殿に所蔵されていた。現在は、ウフィツィ美術館に収蔵されている。

## 作品
聖母マリアの寝室に聖家族が表されているのはフランドル派の画家たちの作例にしたがったもので、同時代の『レカナーティの受胎告知』 (市立美術館、レカナーティ) などロットの他の絵画に類似している。
本作は、図像学的にその独自性で際立っている。聖アンナはベッドの背もたれに寄りかかり、脚を開いている。彼女の脚の間には聖母マリアと幼子イエス・キリストが描かれているが、これは彼らが聖アンナの子宮から出ているという概念を奇妙に、そして生々しく表したものである。左側にいる聖ヒエロニムスは開いた手で聖家族を指し示しているが、これは絵画の依頼者がイタリア語でヒエロニムスを表す「ジローラモ (Girolamo)」という人物であったことを示しているのかもしれない。
色彩、冷たい光、影の部分におけるコントラストの欠如といった点において、本作は、1533年に制作された『聖家族とアレクサンドリアの聖カタリナ』 (アッカデミア・カッラーラ、ベルガモ) を含む同時代のロットの作品の特徴を有している。なお、本作は、現在ロンドンのセイラーン (Seilern) ・コレクションにある作品をもとにした可能性がある。その作品では、聖ヒエロニムスの代わりに風景を見せる開かれた窓が描かれている。

## 関連作

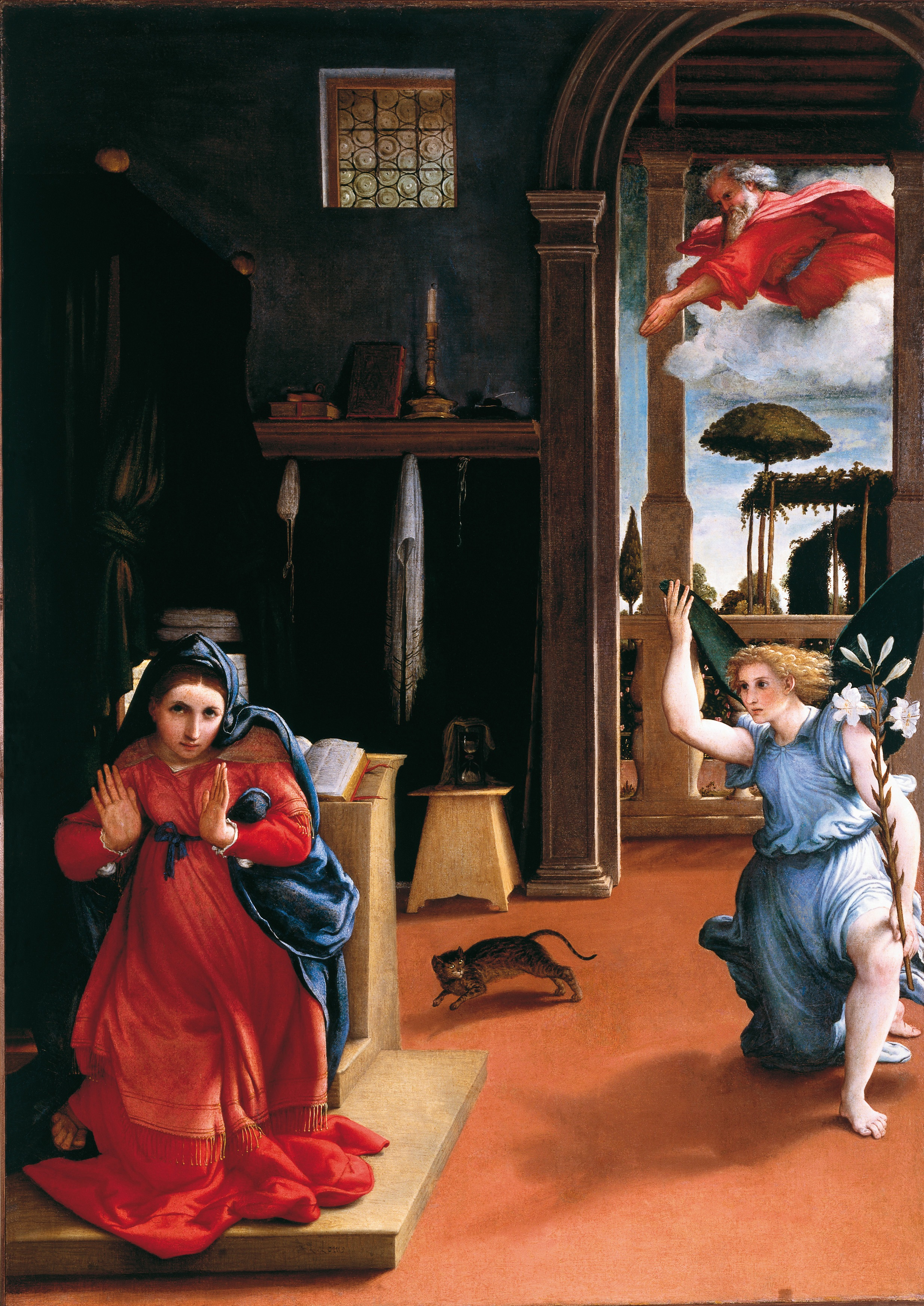
『レカナーティの受胎告知（英語版）』、市立美術館 (レカナーティ)、1534年ごろ
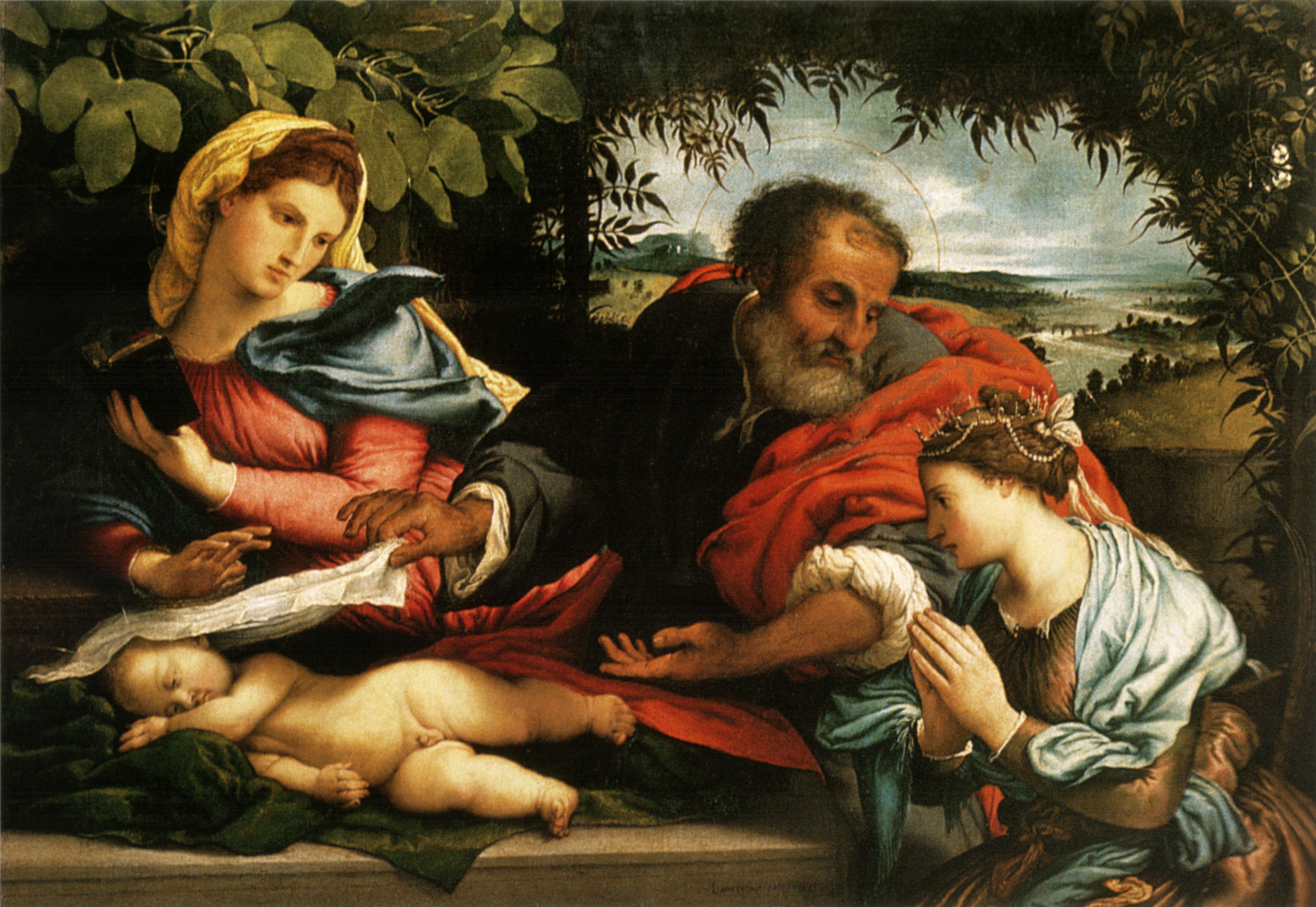
『聖家族とアレクサンドリアの聖カタリナ（英語版）』 (アッカデミア・カッラーラ、ベルガモ)、1533年